# Pablo Coro Oyarzo
Pablo Coro Oyarzo (Punta Arenas, Magallanes, 7 de noviembre de 1969) es un exjugador de básquetbol chileno. Desarrolló una extensa carrera como deportista profesional en su país, convirtiéndose en una figura emblemática del básquetbol en Osorno. Representó a Chile a nivel internacional.

## Trayectoria
Surgido de la cantera del club Sokol Yugoslavo de Punta Arenas, debutó con el equipo adulto en 1984.
En enero de 1988 se unió al club Sirio de Osorno para disputar el torneo Campioni del Domani. Su actuación fue tan destacada que le ofrecieron un contrato para quedarse y disputar la DIMAYOR. Tras la disolución del equipo, permaneció en Osorno jugando para el Malta Morenita, club que correría la misma suerte que Sirio al finalizar 1989. En 1990 miliaría en Deportes Ancud.
Coro fichó con la Unión Deportiva Española de Temuco en 1991. En ese equipo se consolidaría como titular, jugando hasta finales de 1996.
Entre 1997 y 1999 formó parte de la Universidad Católica, retornando a Osorno en 2000, pero esta vez como jugador del Provincial Osorno, club el que se consagraría campeón de la DIMAYOR en 2004 y 2006.
Tras la desaparición del Provincial Osorno en 2009, Coro se unió a su sucesor el Osorno Básquetbol y continuó jugando a nivel profesional hasta 2014.

## Selección nacional
Coro representó a su país en el Campeonato Sudamericano de Baloncesto de Cadetes de 1985 y 1986, como también el Campeonato Sudamericano de Baloncesto Juvenil de 1988.
Con la selección mayor jugó, entre otros torneos, en ocho ediciones del Campeonato Sudamericano de Baloncesto (1993, 1995, 1997, 1999, 2003, 2004, 2006 y 2008).

## Vida privada
Pablo Coro Oyarzo es parte de una familia muy ligada al deporte, ya que su padre, Smiljan Coro Matic, fue un destacado jugador de básquetbol -llegando a integrar en varias ocasiones la selección de Punta Arenas-, mientras que su hermano Frane Coro Oyarzo, su sobrino Branko Coro Lucero y su hijo Pablo Coro Quitral también han jugado profesionalmente ese mismo deporte.